# 瓜达拉哈拉圣母升天圣殿主教座堂
瓜达拉哈拉圣母升天圣殿主教座堂（西班牙語：Catedral Basilica de la Asunción de María Santísima）位于墨西哥瓜达拉哈拉，是一座罗马天主教宗座圣殿，以及天主教瓜达拉哈拉总教区的主教座堂。该堂除钟楼为新哥特式外，全座以西班牙文艺复兴风格興建。

## 历史
1548年瓜达拉哈拉教区成立时，主教座堂设在现在的恩宠之母堂。1574年5月30日，恩宠之母堂被大火烧毁。于是西班牙国王腓力二世下令建造新的主教座堂。新堂在1618年2月才得以完成，1716年10月12日祝圣。 在1818年地震中，钟楼和穹顶倾塌，修复后，又毁于1849年的地震，到1854年再度修复。此后，该堂又先后在1932年、1957年、1979年、1985年、1995年和2003年的地震中受损。教宗庇护七世将该堂升格为宗座圣殿。
该堂面积为77.8 x 72.75米，堂内有多个大理石祭台，分别供奉圣母升天、瓜达卢佩圣母、七苦圣母、萨波潘圣母、圣多明我、圣尼各老、圣多瑪斯·阿奎那、圣基道霍和圣若望，以及从法国进口的花窗玻璃，还保存有教宗依诺增爵一世的圣髑，以及三位枢机主教和一些主教的遗体。

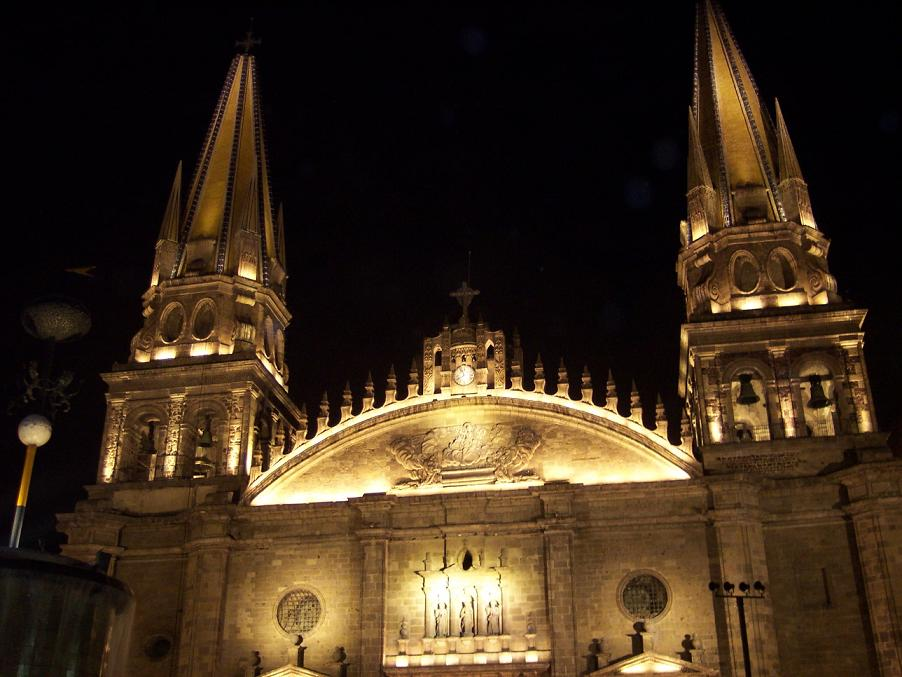
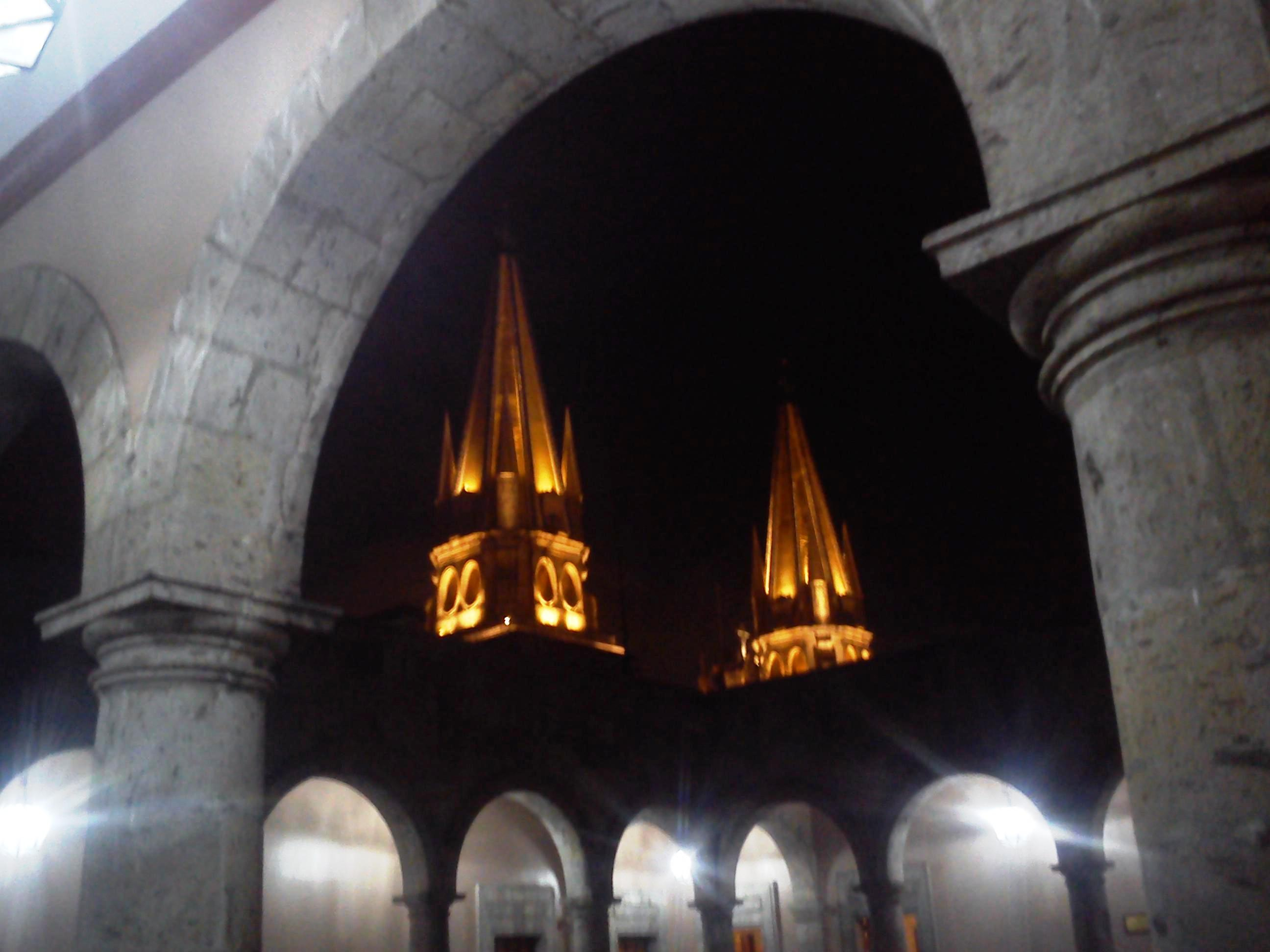
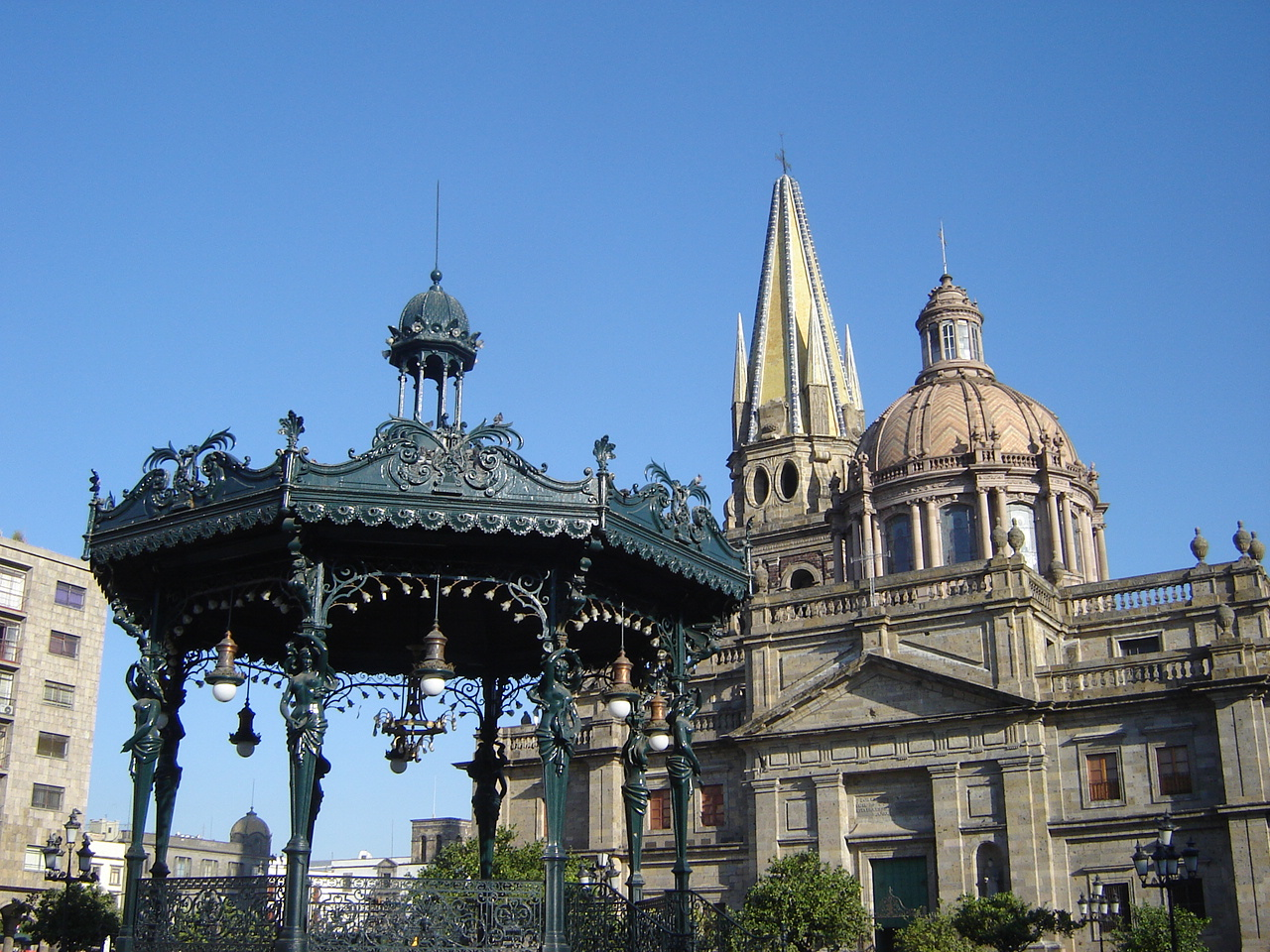
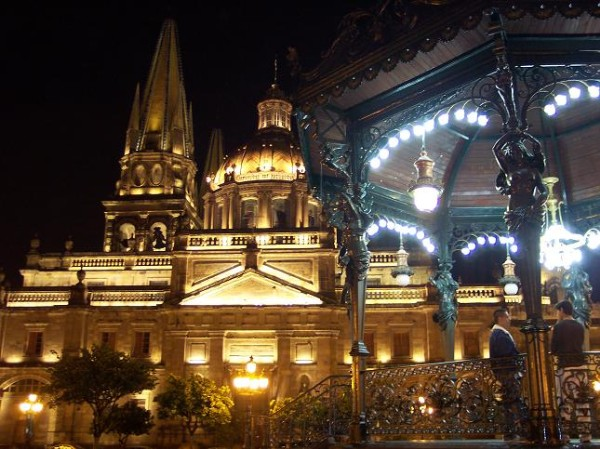
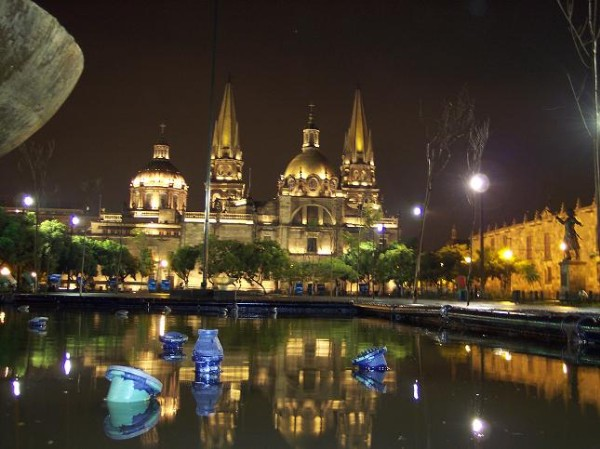